# Unggan
Unggan is een bestuurslaag in het regentschap Sijunjung van de provincie West-Sumatra, Indonesië. Unggan telt 2613 inwoners (volkstelling 2010).